# Международный аэропорт имени Бенито Хуареса
Международный аэропорт имени Бенито Хуареса (исп. Aeropuerto Internacional Benito Juárez; ИАТА: MEX, ИКАО: MMMX), также Международный аэропорт Мехико (исп. Aeropuerto Internacional de la Ciudad de México) — высокогорный гражданский аэропорт в столице Мексики Мехико, самый загруженный порт Мексики и Латинской Америки. Аэропорт был назван в честь президента страны (1867—1872) Бенито Хуареса в 2006 году.
Международный аэропорт Мехико в настоящее время является главным аэропортом страны как на внутренних, так и на международных направлениях, число регулярных маршрутов за пределы страны из него превышает сотню. В 2008 году аэропорт обслужил 26 210 217 пассажиров, а при завершении текущего строительства и реконструкции терминалов максимальная пропускная способность порта увеличится до 32 миллионов пассажиров в год.
Бенито Хуарес используется в качестве главного хаба для авиакомпаний Aeroméxico, Aeroméxico Connect и стыковочного узла компаний-членов глобального альянса пассажирских перевозок SkyTeam.

## Ограничения аэропорта
Предел развития аэропорта был практически достигнут в 1990-х годах, поскольку его расположение в густонаселённом районе мегаполиса не даёт возможностей для дальнейшего расширения инфраструктуры аэропорта. Эксперты утверждают, что если бы Бенито Хуарес строился с такой же скоростью, с которой растут потребности в объёмах авиаперевозок, то сегодня он бы пропускал более сорока миллионов пассажиров в год. 
Главной проблемой является наличие всего двух взлётно-посадочных полос, нагрузка на которые составляет 97.3%, что является практическим максимумом использования текущих ресурсов ВПП.
Частная авиация не имеет возможности использовать Бенито Хуарес, поэтому вынуждена летать через альтернативные аэропорты, используя Международный аэропорт имени Адольфо Лопеса Матеоса в Толуке, Аэропорт имени генерала Мариано Матамороса в Кэрнаваке или Международный аэропорт имени Братьев Сердан в Пуэбла-де-Сарагосе. Даже с открытием нового Терминала 2 аэропорт будет идеально подходить для обслуживания всего 18 миллионов пассажиров в год, тем не менее ожидается рост пассажирооборота на 16% каждый год к уже существующему ежегодному трафику в 26 млн. человек.

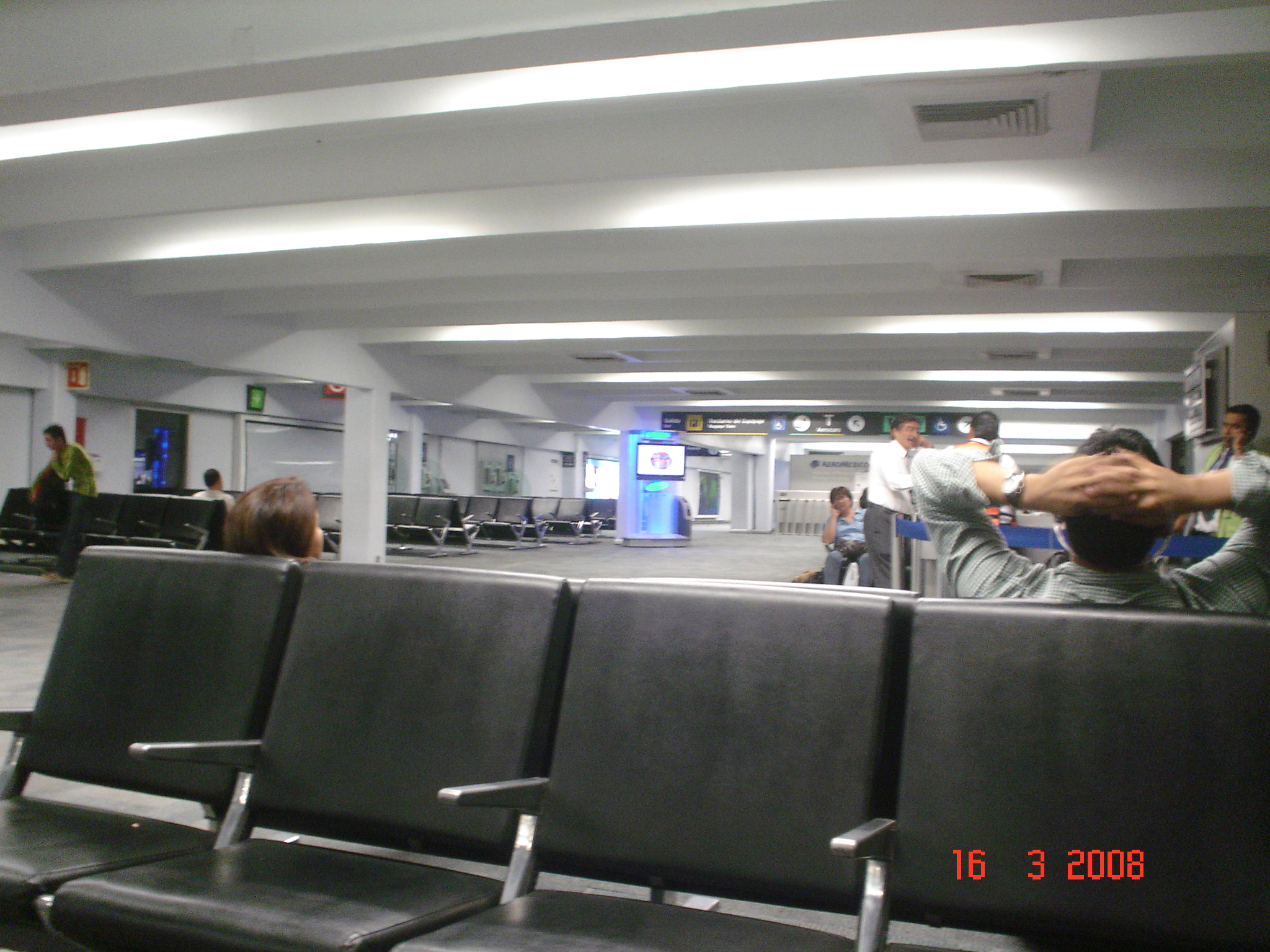
Зал ожидания в Бенито Хуарес

С 2000 года федеральное правительство страны предпринимает попытки максимальной оптимизации режима работы аэропорта. Бывший президент Мексики Висенте Фокс Кесада (Vicente Fox Quesada) запустил программу расширения Бенито Хуареса, направленную на увеличение его пропускной способности и некоторое территориальное расширение. Были запланированы и построены несколько рулёжных дорожек, расширение и полная реконструкция Терминала 1, снос старого Терминала 2 и строительство нового большого Терминала 2 на другой стороне основного комплекса аэропорта. Проект был начат с капитальных вложений в 20 миллионов долларов и первоначальной стоимостью в 200 млн. долларов. Окончательная же стоимость проекта составила 800 миллионов долларов США.
В 2005 году руководством Бенито Хуареса совместно с федеральным правительством страны было принято решение о строительстве нового терминала в другой части аэропорта для максимально эффективного использования площади, отведённой аэропорту. Было снесено здание старого Терминала 2, который использовался только авиакомпанией Aeromar, новое здание было введено в эксплуатацию менее чем через два года. С вводом Терминала 2 на 40% увеличилось количество телетрапов аэропорта, а его суммарная пропускная способность выросла на 15%. Терминал 2 соединён с Терминалом 1 (внутренних рейсов) автоматизированной рельсовой системой Aerotrén, с помощью которой добраться из одного терминала в другой можно менее чем за семь минут.

## Характеристики аэропорта

### Терминал 1

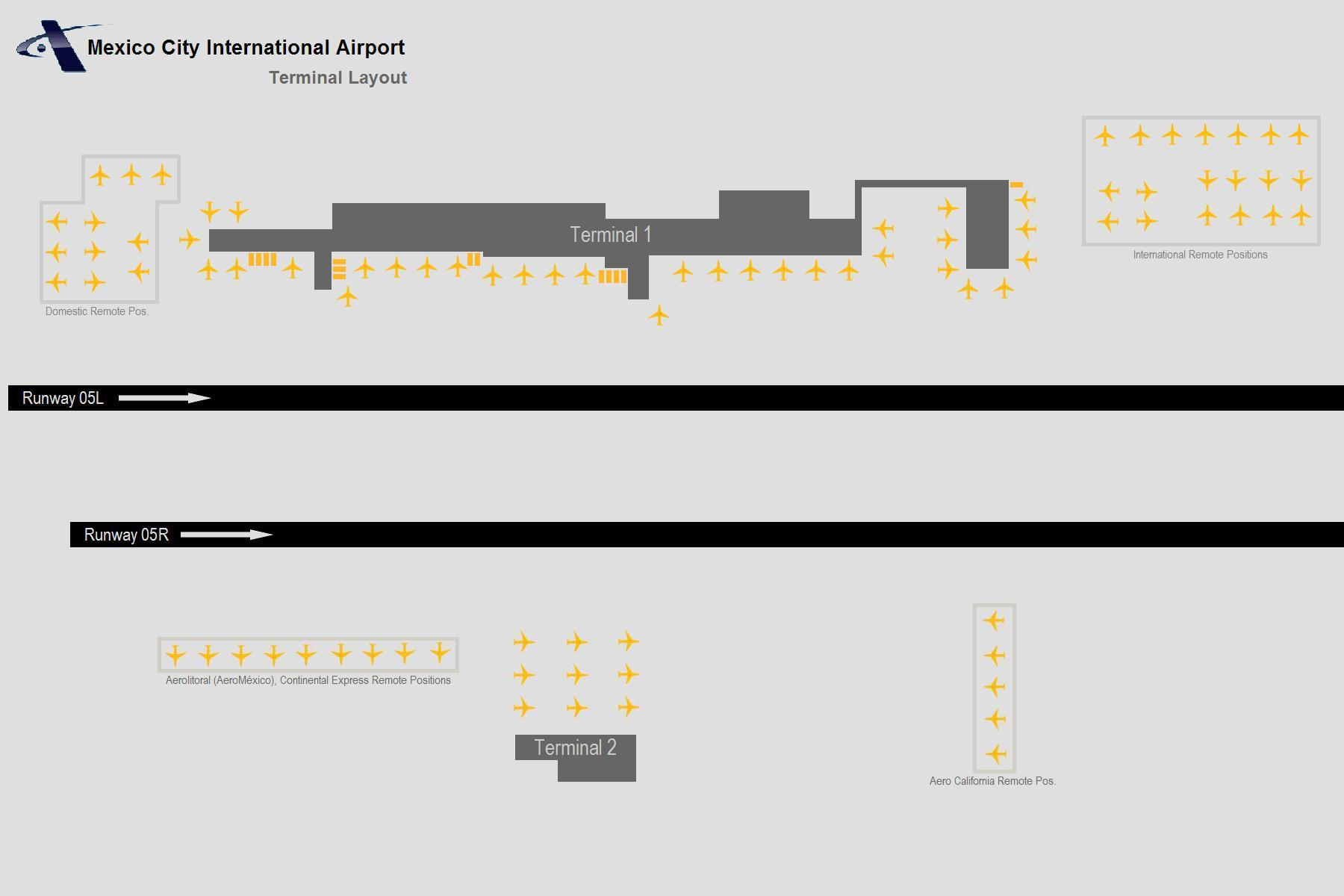
Терминал аэропорта Бенито Хуарес (до строительства Терминала 2)

Здание Терминала 1 построено в 1958 году и последовательно расширялось в 1970, 1989, 1998, 2000 и 2004 годах.
- Общая площадь Терминала: 548 000 м² (занимает 23-ю строчку в списке крупнейших зданий и сооружений мира (по площади помещений))
- Выходов на посадку (гейты): 33
- Стоянок самолётов: 20 (34 - перед новым Терминалом 2)
- Число телетрапов: 32
- Количество пассажирских залов: 10 (A, B, C, D, E, F, G, H, I, J)
- Количество залов регистрации: 9 (A1, A2, B, C, D, D1, F1, F2, F3)
- Переходы между залами: 11 (A7, A7-B, C-A7, A9-A, B-A9, A9-C, D-A9, A9-Е-F19, F19-C, F19-D)
- Гостиничный сервис: 600 номеров отеля Camino Real, 110 номеров Hilton
- Парковок: 3100 мест в зоне внутренних рейсов, 2400 мест в международной зоне
- Средняя площадь на одного пассажира: 17 м²
- Число багажных каруселей: 22
- VIP-комнаты первого и бизнес-классов:
  - Salón Premier Internacional (Aeroméxico)
  - Red Carpet Club (United Airlines)
  - Admirals Club (American Airlines)
  - American Express Lounge (American Express)

### Прежний Терминал 2
Здание прежнего Терминала 2 было построено в 2001 году.
- Общая площадь терминала: 3680 м²
- Выходов на посадку (гейты): 3
- Стоянок самолётов: 6
- Телетрапы: нет
- Количество пассажирских залов: 1
- Количество залов регистрации: 1 (А)
- Гостиничный сервис: нет
- Парковок: 140 автомобильных мест
- Средняя площадь на одного пассажира: 14 м²
- Число багажных каруселей: 2
- VIP-комнаты первого и бизнес-классов:
  - Club Diamante (Aeromar)

### Новый Терминал 2

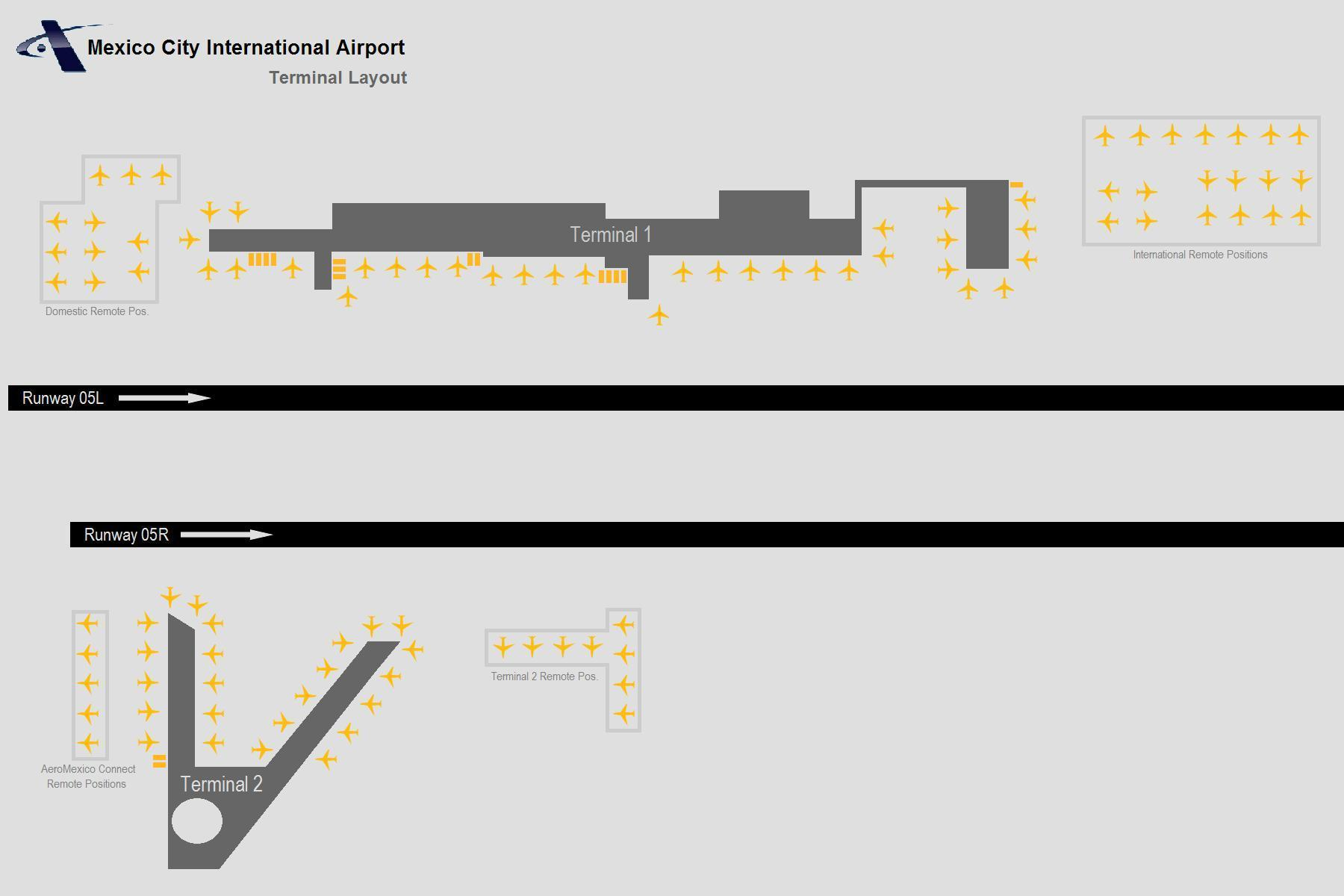
Терминал аэропорта Бенито Хуарес (после строительства Терминала 2)

Здание нового Терминала 2 введено в эксплуатацию в 2007 году.
- Общая площадь терминала: 242.000 м²
- Выходов на посадку (гейты): 23
- Стоянок самолётов: 17 (Aeromar)
- Телетрапы: 23
- Количество пассажирских залов: 2 (внутренний и международный)
- Количество залов регистрации: 3 (L1, L2, L3)
- Гостиничный сервис: 300 номер отеля NH
- Парковка: 3000 автомобильных стоянок
- Средняя площадь на одного пассажира: 22 м²
- Число багажных каруселей: 15
- VIP-комнаты первого и бизнес-классов:
  - Club Diamante (Aeromar)
  - Salón Premier (Aeroméxico)
  - Salón Premier Internacional (Aeroméxico)
  - Riedel Wine Room (Aeroméxico)

## Основные направления перевозок
(статистика за 2008 год)
| Место | Город                    | Пассажиров |
| ----- | ------------------------ | ---------- |
| 1     | Лос-Анджелес, Калифорния | 428,466    |
| 2     | Нью-Йорк (JFK)           | 307,332    |
| 3     | Майами, Флорида          | 303,413    |
| 4     | Хьюстон, Техас           | 280,897    |
| 5     | Мадрид, Испания          | 254,429    |
| 6     | Даллас, Техас            | 230,906    |
| 7     | Париж, Франция           | 223,128    |
| 8     | Чикаго, Иллинойс         | 218,840    |
| 9     | Атланта, Джорджия        | 158,339    |
| 10    | Панама, Панама           | 134,819    |
| 11    | Гватемала, Гватемала     | 117,248    |
| 12    | Богота, Колумбия         | 113,710    |
| 13    | Торонто, Канада          | 112,375    |
| 14    | Франкфурт, Германия      | 109,585    |
| 15    | Амстердам, Нидерланды    | 94,737     |

## Маршруты и авиакомпании

### Терминал 1

#### Внутренние перевозки (гейты с A1 по E18)
| Авиакомпания  | Направления |
| ------------- | --- |
| Зал B         | |
| Зал C         | |
| Зал D         | |
| Interjet      | Канкун, Сьюдад-дель-Кармен, Сьюдад-Хуарес, Сьюдад-Обрегон, Кульякан, Durango, Гвадалахара, Эрмосильо, Ихтапа/Сиуатанехо, Лос-Кабос, Лос-Мочис, Монтеррей, Тампико, Тихуана, Тукстла-Гутьеррес, Веракрус |
| Magnicharters | Канкун, Уатулько, Ихтапа/Сиуатанехо, Лос-Кабос, Мансанильо, Мерида, Монтеррей, Пуэрто-Вальярта |

#### Международные рейсы (гейты с F19 по H36-A)

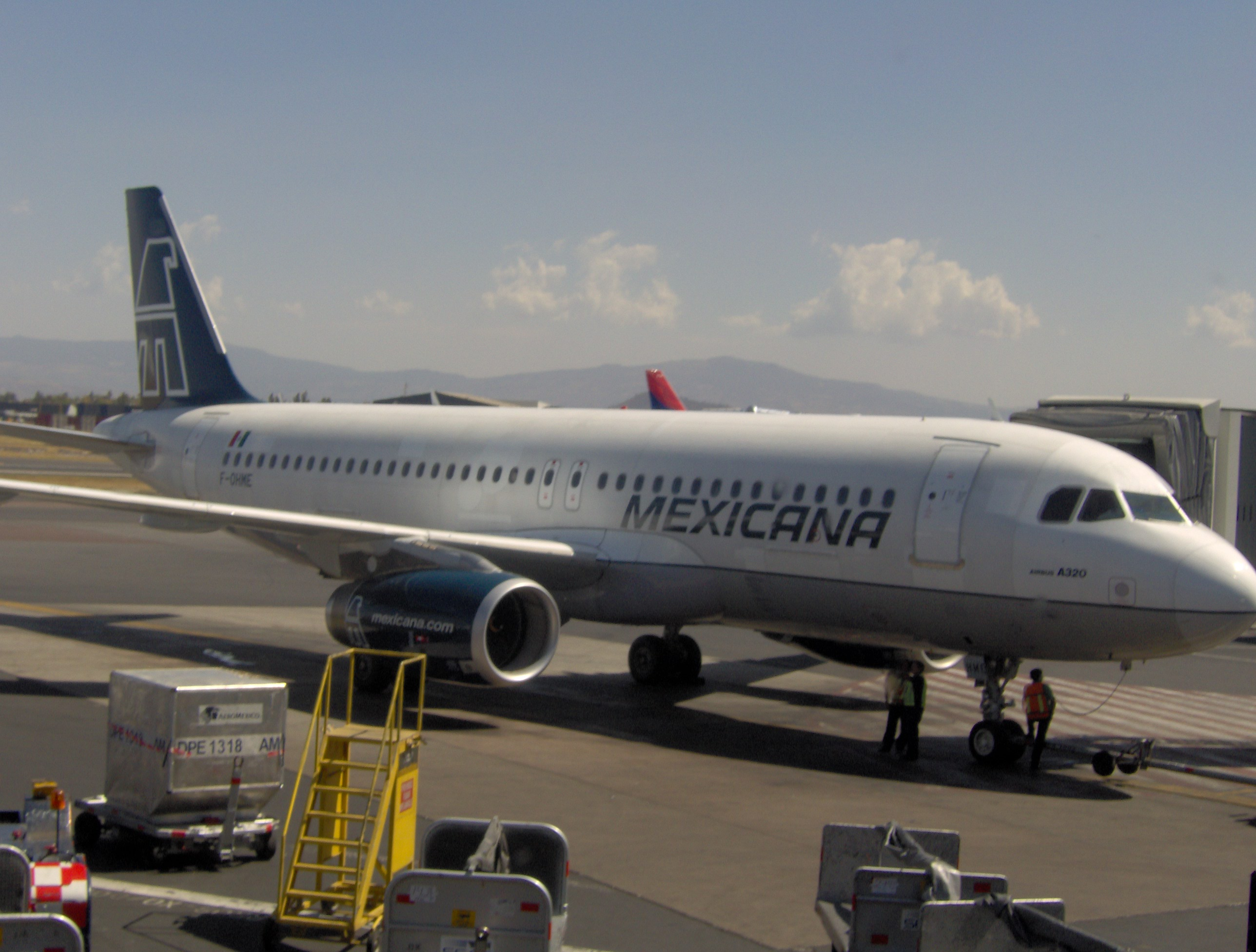
A320 Mexicana в Терминале 1

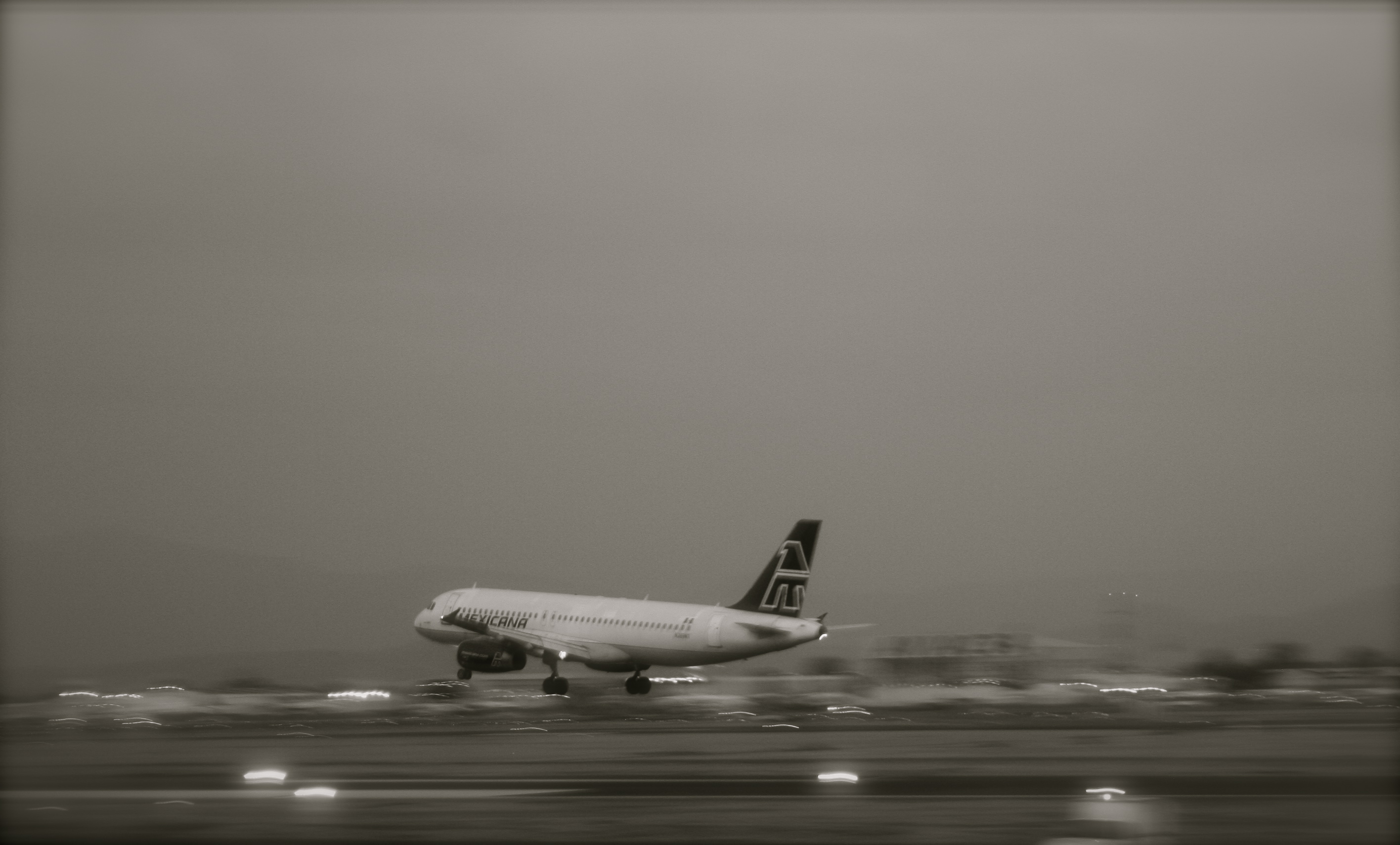
A320 Mexicana

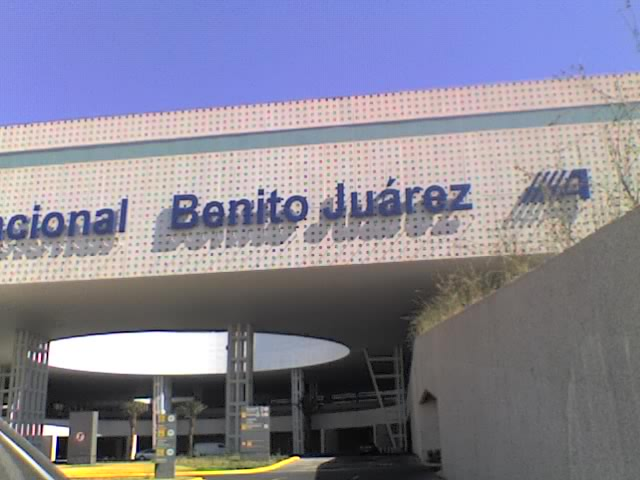
Внешний вид Терминала 2

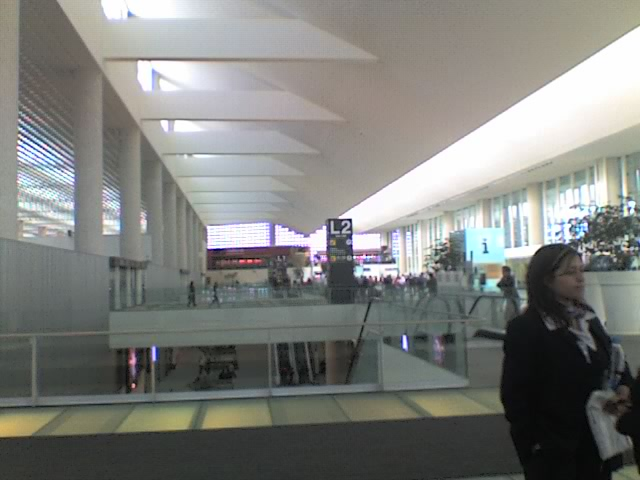
На переднем плане Зал L2 Терминала, на заднем — Зал L1

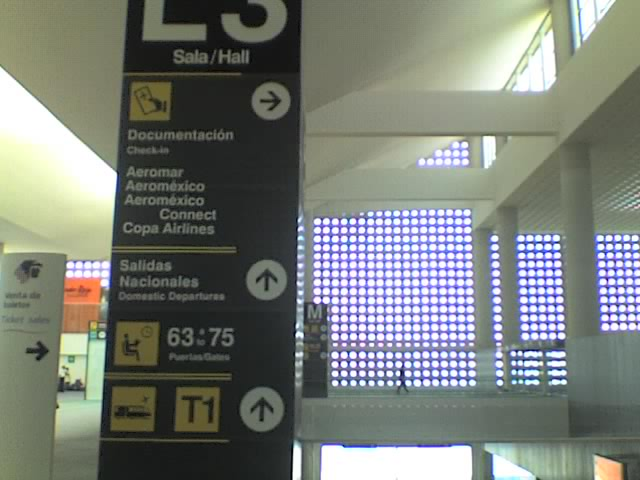
Зал L3 Терминала 2

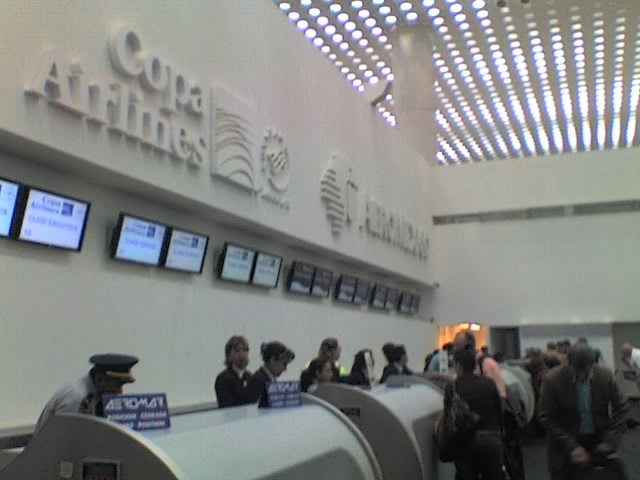
Зона регистрации L3 Терминала 2

| Авиакомпания             | Направления                                                      |
| ------------------------ | ---------------------------------------------------------------- |
| ’ Зона F1'               |                                                                  |
| Air Canada               | Монреаль (Трюдо), Торонто (Пирсон)                               |
| Air France               | Париж (Шарль-де-Голль)                                           |
| Alaska Airlines          | Лос-Анджелес                                                     |
| KLM Royal Dutch Airlines | Амстердам                                                        |
| Lufthansa                | Франкфурт                                                        |
| United Airlines          | Чикаго (О’Хара), Лос-Анджелес, Сан-Франциско, Вашингтон (Даллес) |
| Зона F2                  |                                                                  |
| Зона F3                  |                                                                  |
| American Airlines        | Чикаго (О’Хара), Даллас/Форт-Уэрт, Майами                        |
| Avianca                  | Богота                                                           |
| Aviateca                 | Гватемала                                                        |
| British Airways          | Лондон (Хитроу)                                                  |
| Cubana de Aviación       | Гавана                                                           |
| Iberia                   | Мадрид                                                           |
| Japan Airlines           | Токио (Нарита), Ванкувер                                         |
| Lacsa                    | Сан-Хосе, Гватемала                                              |
| TACA                     | Сан-Сальвадор, Гватемала                                         |

### Терминал 2, альянсSkyTeam
В Терминале 2 в настоящее время обслуживаются все рейсы авиакомпании Aeroméxico. Несмотря на то, что Терминал должен работать со всеми компаниями-членами альянса SkyTeam, авиакомпании Air France и KLM пока не переносят сюда обслуживание своих рейсов до окончания строительства нового грузового терминала.

#### Международные рейсы (гейты с 50 по 75-F)
| Авиакомпания       | Направления |
| ------------------ | --- |
| Зал L1             | |
| Copa Airlines      | Панама |
| Delta Air Lines    | Атланта, Нью-Йорк (JFK), Орландо (сезонный), Солт-Лейк-Сити |
| LAN Airlines       | Сантьяго-де-Чили |
| LAN Perú           | Лима |
| Зал L2             | |
| AeroMexico         | Барселона, Буэнос-Айрес (Эсейса), Чикаго (О’Хара), Денвер, Хьюстон (Интерконтинентал), Лас-Вегас, Лима, Лос-Анджелес, Мадрид, Медельин, Майами, Монреаль (Трюдо), Нью-Йорк (JFK), Онтарио, Орландо, Париж (Шарль-де-Голль), Финикс, Рим (Фьюмичино), Солт-Лейк-Сити, Сан-Диего, Сан-Франциско, Сантьяго-де-Чили, Сан-Паулу (Гуарульос), Сиэтл/Такома, Шанхай (Пудун), Токио (Нарита), Торонто (Пирсон)      |
| Aeroméxico Connect | Хьюстон (Интерконтинентал), Сан-Антонио, Сан-Педро-Сула |
| Aeroméxico Travel  | Пунта Кана |
| Зал L3             | |
| Aeromar            | Акапулько, Агуаскальентес, Сьюдад-Виктория, Колима, Ласаро-Карденас, Мансанильо, Минатитлан/Коацкоалькос, Морелия, Поса-Рика, Керетаро, Сан-Луис-Потоси, Тепик, Халапа, Сакатекас |
| AeroMexico         | Акапулько, Агуаскальентес, Канкун, Чиуауа, Сьюдад-Хуарес, Кульякан, Гвадалахара, Эрмосильо, Леон/Эль-Бахио, Лос-Кабос, Мерида, Монтеррей, Пуэрто-Вальярта, Тихуана, Торреон, Вильяэрмоса |
| Aeroméxico Connect | Акапулько, Агуаскальентес, Кампече, Четумаль, Чиуауа, Сьюдад-дель-Кармен, Сьюдад-Обрегон, Кульякан, Дуранго, Гвадалахара, Уатулько, Ихтапа/Сиуатанехо, Ла-Пас, Леон/Эль-Бахио, Лос-Мочис, Матаморос, Масатлан, Мерида, Монтеррей, Морелия, Нуэво-Ларедо, Оахака, Поса-Рика, Пуэрто-Вальярта, Рейноса, Сан-Луис-Потоси, Тампико, Тапачула, Тепик, Тихуана, Торреон, Тукстла-Гутьеррес, Веракрус, Вильяэрмоса |
| Aeroméxico Travel  | Канкун, Консумель, Уатулько, Масатлан, Пуэрто-Вальярта |

## Грузовой терминал
| Авиакомпании |
| --- |
| Aerocaribbean, Aeromexpress, Aeropostal Alas de Venezuela, Aeropostal Cargo de Mexico, Aerounion - Aerotransporte de Carga Union, Air Cargo Carriers, Air France Cargo, Air Transport International, Amerijet International, Ameristar Jet Charter, Astar Air Cargo, Atlas Air, Cargolux, Centurion Air Cargo, Cielos Airlines, Contract Air Cargo, DHL, Estafeta, FedEx Express, Florida West International Airways, Gemini Air Cargo, Kalitta Air, LAN Cargo, Lufthansa Cargo, Martinair Cargo, MasAir, National Airlines (5M), Regional Cargo, Skyway Enterprises, Tampa Cargo, UPS Airlines, USA Jet Airlines. |